# Rarezas (álbum de Mägo de Oz)
Rarezas es un álbum recopilatorio no oficial de la banda Mägo de Oz, lanzado por su antigua discográfica Locomotive Music.
Este álbum consta de grabaciones inéditas y temas en directo del grupo español.
En 2006 el grupo decide denunciar al sello discográfico, debido a incumplimientos de contrato y uso indebido de grabaciones de la banda. Es así que como Mägo de Oz en respuesta lanzó el 5 de diciembre de 2006 su propia versión de Rarezas bajo el título The Best Oz.

## Lista de canciones
| CD 1 | |                                                                          |          |  |
| N.º  | Título | Disco original                                                           | Duración |  |
| 1.   | «Resacosix en Hispania» (Cover: Nellie the Elephant)                                                         | Sencillo Resacosix en Hispania                                           | 4:25     |  |
| 2.   | «Pijo, cómeme la polla»                                                                                      | Sesión inédita de Finisterra                                             | 2:04     |  |
| 3.   | «Pachamama» (Instrumental)                                                                                   | Sesión inédita de Finisterra                                             | 3:26     |  |
| 4.   | «Pensando en ti» (Cover: Kansas - Dust in the wind)                                                          | Sencillo El que quiera entender que entienda                             | 4:33     |  |
| 5.   | «Donde el corazón te lleve»                                                                                  | Donde el corazón te lleve (Disco de José Andrea)                         | 5:44     |  |
| 6.   | «Gracias a la sociedad» (Cover: A palo seko - Gracias a la sociedad)                                         | Si no te gusta lo ke hazemos... haberlo hecho tú (Tributo a A palo seko) | 6:10     |  |
| 7.   | «Quijote y Sancho» (Cover: Botones - "Don Quijote y Sancho", con inserto de When Johnny Comes Marching Home) | Patitos feos (Tributo a los niños)                                       | 6:36     |  |
| 8.   | «Maritornes (Versión acústica)»                                                                              | Sencillo Feliz Navidad ¡¡cabrones!!                                      | 4:46     |  |
| 9.   | «Molinos de viento (Versión acústica)»                                                                       | Sencillo Feliz Navidad ¡¡cabrones!!                                      | 5:02     |  |
| 10.  | «El turno de la rosa»                                                                                        | Sintonía del programa de radio La rosa de los vientos                    | 2:55     |  |

| CD 2 |                                                                            |                                                        |          |  |
| N.º  | Título                                                                     | Disco original                                         | Duración |  |
| 1.   | «El que quiera entender que entienda» (Editada para radio)                 |                                                        | 6:05     |  |
| 2.   | «Man on the silver mountain» (Cover: Rainbow - Man on the silver mountain) | Sencillo La danza del fuego                            | 7:24     |  |
| 3.   | «Strange world» (Cover: Iron Maiden - Strange world)                       | Transilvania 666 (tributo a Iron Maiden)               | 7:00     |  |
| 4.   | «Whole lotta love» (Cover: Led Zeppelin - Whole lotta love)                | The music remains the same (tributo a Led Zeppelin)    | 4:30     |  |
| 5.   | «Ancha es Castilla (Versión metal)»                                        | Sencillo Resacosix en Hispania                         | 3:53     |  |
| 6.   | «Concierto para ellos» (Cover: Barón Rojo - Concierto para ellos)          | Larga vida al... Volumen brutal (Tributo a Barón rojo) | 6:30     |  |
| 7.   | «Molinos de viento» (En directo)                                           |                                                        | 5:02     |  |
| 8.   | «Finisterra» (En directo)                                                  |                                                        | 15:24    |  |
| 9.   | «El cantar de la luna oscura» (En directo)                                 |                                                        | 5:04     |  |
| 10.  | «Pensando en ti» (En directo)                                              |                                                        | 5:24     |  |

## Intérpretes
- Txus di Fellatio: batería y percusiones; coros
- Carlitos: Guitarra solista
- Frank: Guitarra rítmica, guitarra acústica, coros
- Mohamed: violín, coros
- Fernando Ponce: flautas, gaita; coros
- Salva: bajo en todas las pistas excepto en «Gracias a la sociedad», «Sancho y Quijote», «Whole lotta love», «Concierto para ellos», «El cantar de la luna oscura» y «Pensando en ti».
- Peri: bajo en «Gracias a la sociedad».
- Sergio Martínez: bajo en «Sancho y Quijote», «Whole lotta love», «Concierto para ellos» y «El Cantar de la luna oscura».
- Kiskilla: teclados, acordeón
- José Andrea: voz

## Colaboraciones
- Juan Antonio Cebrián: narración en «Sancho y Quijote»
- Doro Pesch: voz en «The man on the silver mountain»
- Pacho Brea: voz en «Finisterra»
- Cecilio: guitarra solista en «Finisterra»